# Sherman (Misisipi)
Sherman es un pueblo situada entre el Condado de Lee, Condado de Pontotoc y el Condado de Union, Misisipi, Estados Unidos. Según el censo de 2000 tenía una población de 548 habitantes y una densidad de población de 113.1 hab/km².

## Demografía
Según el censo de 2000, había 548 personas, 241 hogares y 153 familias residiendo en la localidad. La densidad de población era de 113,1 hab./km². Había 263 viviendas con una densidad media de 54,3 viviendas/km². El 83,39% de los habitantes eran blancos, el 16,06% afroamericanos, el 0,36% amerindios y el 0,18% pertenecía a dos o más razas. El 0,36% de la población eran hispanos o latinos de cualquier raza.
Según el censo, de los 241 hogares en el 29,5% había menores de 18 años, el 46,9% pertenecía a parejas casadas, el 14,1% tenía a una mujer como cabeza de familia, y el 36,5% no eran familias. El 34,4% de los hogares estaba compuesto por un único individuo, y el 14,9% pertenecía a alguien mayor de 65 años viviendo solo. El tamaño promedio de los hogares era de 2,27 personas y el de las familias de 2,95.
La población estaba distribuida en un 25,5% de habitantes menores de 18 años, un 7,5% entre 18 y 24 años, un 29,0% de 25 a 44, un 24,1% de 45 a 64, y un 13,9% de 65 años o mayores. La media de edad era 37 años. Por cada 100 mujeres había 83,9 hombres. Por cada 100 mujeres de 18 años o más, había 76,6 hombres.
Los ingresos medios por hogar en la localidad eran de 21.667 dólares ($), y los ingresos medios por familia eran 29.844 $. Los hombres tenían unos ingresos medios de 29.038 $ frente a los 18.958 $ para las mujeres. La renta per cápita para la ciudad era de 11.301 $. El 20,9% de la población y el 20,4% de las familias estaban por debajo del umbral de pobreza. El 19,0% de los menores de 18 años y el 22,7% de los habitantes de 65 años o más vivían por debajo del umbral de pobreza.

## Geografía
Según la Oficina del Censo de los Estados Unidos, Sherman tiene un área total de 0.0 km² de los cuales 0.0 km² corresponden a tierra firme y 0.0 km² a agua. El porcentaje total de superficie con agua es 0.0.